# کلنتش
کلنتش (به چکی: Kleneč) یک منطقهٔ مسکونی در جمهوری چک است که در ناحیه لیتومیریتسه واقع شده‌است. کلنتش ۵٫۸۵ کیلومتر مربع مساحت و ۴۲۶ نفر جمعیت دارد و ۱۹۵ متر بالاتر از سطح دریا واقع شده‌است.